# Wereldbeker snowboarden 2020/2021
De wereldbeker snowboarden 2020/2021 (officieel: FIS World Cup Snowboard 2020/2021) begon op 12 december 2020 in het Italiaanse Cortina d'Ampezzo en eindigde op 28 maart 2021 in het Zwitserse Silvaplana.

## Mannen

### Uitslagen
Legenda
- PGS = Parallelreuzenslalom
- PSL = Parallelslalom
- SBX = Snowboardcross
- HP = Halfpipe
- SBS = Slopestyle
- BA = Big air

| Datum | Plaats               | Onderdeel | Eerste                              | Tweede                              | Derde                               |
| --- | -------------------- | --------- | ----------------------------------- | ----------------------------------- | ----------------------------------- |
| 12/12/2020 | Cortina d'Ampezzo    | PGS       | Roland Fischnaller                  | Aaron March                         | Benjamin Karl                       |
| 17/12/2020 | Carezza              | PGS       | Benjamin Karl                       | Andreas Prommegger                  | Žan Košir                           |
| 18/12/2020 | Copper Mountain      | HP        | Afgelast, vanwege de coronapandemie | Afgelast, vanwege de coronapandemie | Afgelast, vanwege de coronapandemie |
| 19/12/2020 | Copper Mountain      | BA        | Afgelast, vanwege de coronapandemie | Afgelast, vanwege de coronapandemie | Afgelast, vanwege de coronapandemie |
| 19/12/2020 | Cervinia             | SBX       | Afgelast, vanwege de coronapandemie | Afgelast, vanwege de coronapandemie | Afgelast, vanwege de coronapandemie |
| 08/01/2021 | Kreischberg          | BA        | Maxence Parrot                      | Sven Thorgren                       | Mons Røisland                       |
| 09/01/2021 | Scuol                | PGS       | Igor Sloejev                        | Michał Nowaczyk                     | Tim Mastnak                         |
| 12/01/2021 | Bad Gastein          | PSL       | Aaron March                         | Dmitri Loginov                      | Andreas Prommegger                  |
| 15/01/2021 | Seiser Alm           | SBS       | Afgelast, vanwege de coronapandemie | Afgelast, vanwege de coronapandemie | Afgelast, vanwege de coronapandemie |
| 15/01/2021 | Montafon             | SBX       | Afgelast, vanwege de coronapandemie | Afgelast, vanwege de coronapandemie | Afgelast, vanwege de coronapandemie |
| 22/01/2021 | Laax                 | SBS       | Niklas Mattsson                     | Leon Vockensperger                  | Marcus Kleveland                    |
| 23/01/2021 | Laax                 | HP        | Yuto Totsuka                        | Scotty James                        | Ruka Hirano                         |
| 23/01/2021 | Chiesa in Valmalenco | SBX       | Glenn de Blois                      | Éliot Grondin                       | Lorenzo Sommariva                   |
| 24/01/2021 | Chiesa in Valmalenco | SBX       | Alessandro Hämmerle                 | Merlin Surget                       | Hagen Kearney                       |
| 29/01/2021 | Saint-Lary-Soulan    | SBX       | Afgelast, vanwege de coronapandemie | Afgelast, vanwege de coronapandemie | Afgelast, vanwege de coronapandemie |
| 30/01/2021 | Moskou               | PSL       | Dmitri Karlagatsjev                 | Žan Košir                           | Edwin Coratti                       |
| 05/02/2021 | Mammoth Mountain     | SBS       | Afgelast, vanwege de coronapandemie | Afgelast, vanwege de coronapandemie | Afgelast, vanwege de coronapandemie |
| 06/02/2021 | Mammoth Mountain     | HP        | Afgelast, vanwege de coronapandemie | Afgelast, vanwege de coronapandemie | Afgelast, vanwege de coronapandemie |
| 06/02/2021 | Feldberg             | SBX       | Afgelast, vanwege de coronapandemie | Afgelast, vanwege de coronapandemie | Afgelast, vanwege de coronapandemie |
| 06/02/2021 | Bannoje              | PGS       | Dmitri Loginov                      | Igor Sloejev                        | Mirko Felicetti                     |
| 07/02/2021 | Bannoje              | PSL       | Dmitri Loginov                      | Stepan Naoemov                      | Andrej Sobolev                      |
| 13/02/2021 | Dolní Morava         | SBX       | Afgelast, vanwege de coronapandemie | Afgelast, vanwege de coronapandemie | Afgelast, vanwege de coronapandemie |
| 13/02/2021 | Pyeongchang          | PGS       | Afgelast, vanwege de coronapandemie | Afgelast, vanwege de coronapandemie | Afgelast, vanwege de coronapandemie |
| 14/02/2021 | Pyeongchang          | PGS       | Afgelast, vanwege de coronapandemie | Afgelast, vanwege de coronapandemie | Afgelast, vanwege de coronapandemie |
| 9 februari tot en met 11 maart 2021: FIS wereldkampioenschappen snowboarden 2021 (telt niet mee voor wereldbeker) |                      |           |                                     |                                     |                                     |
| 18/02/2021 | Reiteralm            | SBX       | Alessandro Hämmerle                 | Lucas Eguibar                       | Mick Dierdorff                      |
| 04/03/2021 | Bakoeriani           | SBX       | Éliot Grondin                       | Lukas Pachner                       | Lorenzo Sommariva                   |
| 05/03/2021 | Bakoeriani           | SBX       | Omar Visintin                       | Kalle Koblet                        | Alessandro Hämmerle                 |
| 06/03/2021 | Rogla                | PGS       | Žan Košir                           | Andrej Sobolev                      | Oskar Kwiatkowski                   |
| 12/03/2021 | Calgary              | SBS       | Afgelast, vanwege de coronapandemie | Afgelast, vanwege de coronapandemie | Afgelast, vanwege de coronapandemie |
| 13/03/2021 | Calgary              | HP        | Afgelast, vanwege de coronapandemie | Afgelast, vanwege de coronapandemie | Afgelast, vanwege de coronapandemie |
| 13/03/2021 | Piancavallo          | PSL       | Afgelast, vanwege de coronapandemie | Afgelast, vanwege de coronapandemie | Afgelast, vanwege de coronapandemie |
| 20/03/2021 | Veysonnaz            | SBX       | Alessandro Hämmerle                 | Hagen Kearney                       | Merlin Surget                       |
| 20/03/2021 | Berchtesgaden        | PSL       | Aaron March                         | Alexander Payer                     | Arvid Auner                         |
| 20/03/2021 | Aspen                | SBS       | Marcus Kleveland                    | Redmond Gerard                      | Mark McMorris                       |
| 21/03/2021 | Aspen                | HP        | Yuto Totsuka                        | Raibu Katayama                      | André Höflich                       |
| 28/03/2021 | Silvaplana           | SBS       | Marcus Kleveland                    | Liam Brearley                       | Chris Corning                       |

### Eindstanden
| Parallel (PSL/PGS) | Parallel (PSL/PGS) | Parallel (PSL/PGS) | Parallel (PSL/PGS) |
| #                  | Naam               | Land               | Punten             |
| ------------------ | ------------------ | ------------------ | ------------------ |
| 1                  | Aaron March        | ITA                | 434                |
| 2                  | Andreas Prommegger | AUT                | 339                |
| 3                  | Dmitri Loginov     | RUS                | 333                |
| 4                  | Žan Košir          | SLO                | 329                |
| 5                  | Alexander Payer    | AUT                | 295                |
| 6                  | Benjamin Karl      | AUT                | 292                |
| 7                  | Edwin Coratti      | ITA                | 291                |
| 8                  | Andrej Sobolev     | RUS                | 290                |
| 9                  | Igor Sloejev       | RUS                | 265                |
| 10                 | Roland Fischnaller | ITA                | 261                |

| Park&Pipe (BA/HP/SBS) | Park&Pipe (BA/HP/SBS) | Park&Pipe (BA/HP/SBS) | Park&Pipe (BA/HP/SBS) |
| #                     | Naam                  | Land                  | Punten                |
| --------------------- | --------------------- | --------------------- | --------------------- |
| 1                     | Marcus Kleveland      | NOR                   | 260                   |
| 2                     | Yuto Totsuka          | JPN                   | 200                   |
| 3                     | Liam Brearley         | CAN                   | 152                   |
| 4                     | Maxence Parrot        | CAN                   | 150                   |
| 5                     | Sven Thorgren         | SWE                   | 124                   |
| 6                     | Niklas Mattsson       | SWE                   | 121                   |
| 7                     | Andre Höflich         | GER                   | 110                   |
| 8                     | Leon Vockensperger    | GER                   | 109                   |
| 9                     | Raibu Katayama        | JPN                   | 106                   |
| 10                    | Mons Røisland         | NOR                   | 105                   |

| Slopestyle (SBS) | Slopestyle (SBS)   | Slopestyle (SBS) | Slopestyle (SBS) |
| #                | Naam               | Land             | Punten           |
| ---------------- | ------------------ | ---------------- | ---------------- |
| 1                | Marcus Kleveland   | NOR              | 260              |
| 2                | Liam Brearley      | CAN              | 116              |
| 3                | Leon Vockensperger | GER              | 109              |
| 4                | Niklas Mattsson    | SWE              | 103              |
| 5                | Dusty Henricksen   | USA              | 90               |
| 6                | Redmond Gerard     | USA              | 80               |
| 7                | Mark McMorris      | CAN              | 75               |
| 7                | Chris Corning      | USA              | 75               |
| 9                | Brock Crouch       | USA              | 58               |
| 10               | Rene Rinnekangas   | FIN              | 58               |

| Parallelslalom (PSL) | Parallelslalom (PSL) | Parallelslalom (PSL) | Parallelslalom (PSL) |
| #                    | Naam                 | Land                 | Punten               |
| -------------------- | -------------------- | -------------------- | -------------------- |
| 1                    | Aaron March          | ITA                  | 258                  |
| 2                    | Dmitri Loginov       | RUS                  | 191                  |
| 3                    | Dmitri Karlagatsjev  | RUS                  | 187                  |
| 4                    | Alexander Payer      | AUT                  | 184                  |
| 5                    | Andreas Prommegger   | AUT                  | 159                  |
| 6                    | Andrej Sobolev       | RUS                  | 134                  |
| 7                    | Dario Caviezel       | SUI                  | 133                  |
| 8                    | Žan Košir            | SLO                  | 124                  |
| 9                    | Dmitri Sarsembajev   | RUS                  | 116                  |
| 10                   | Edwin Coratti        | ITA                  | 113                  |

| Big Air (BA) | Big Air (BA)     | Big Air (BA) | Big Air (BA) |
| #            | Naam             | Land         | Punten       |
| ------------ | ---------------- | ------------ | ------------ |
| 1            | Maxence Parrot   | CAN          | 100          |
| 2            | Sven Thorgren    | SWE          | 80           |
| 3            | Mons Røisland    | NOR          | 60           |
| 4            | Takeru Otsuka    | JPN          | 50           |
| 5            | Rene Rinnekangas | FIN          | 45           |
| 6            | Hiroaki Kunitake | JPN          | 40           |
| 7            | Liam Brearley    | CAN          | 36           |
| 8            | Jonas Bösiger    | SUI          | 32           |
| 9            | Clemens Millauer | AUT          | 29           |
| 10           | Emil Zulian      | ITA          | 26           |

| Snowboardcross (SBX) | Snowboardcross (SBX) | Snowboardcross (SBX) | Snowboardcross (SBX) |
| #                    | Naam                 | Land                 | Punten               |
| -------------------- | -------------------- | -------------------- | -------------------- |
| 1                    | Alessandro Hämmerle  | AUT                  | 430                  |
| 2                    | Éliot Grondin        | CAN                  | 304                  |
| 3                    | Merlin Surget        | FRA                  | 252                  |
| 4                    | Glenn de Blois       | NED                  | 247                  |
| 5                    | Hagen Kearney        | USA                  | 246                  |
| 6                    | Lorenzo Sommariva    | ITA                  | 246                  |
| 7                    | Omar Visintin        | ITA                  | 210                  |
| 8                    | Kalle Koblet         | SUI                  | 174                  |
| 9                    | Jake Vedder          | USA                  | 168                  |
| 10                   | Lukas Pachner        | AUT                  | 162                  |

| Parallelreuzenslalom (PGS) | Parallelreuzenslalom (PGS) | Parallelreuzenslalom (PGS) | Parallelreuzenslalom (PGS) |
| #                          | Naam                       | Land                       | Punten                     |
| -------------------------- | -------------------------- | -------------------------- | -------------------------- |
| 1                          | Roland Fischnaller         | ITA                        | 215                        |
| 2                          | Igor Sloejev               | RUS                        | 214                        |
| 3                          | Benjamin Karl              | AUT                        | 213                        |
| 4                          | Žan Košir                  | SLO                        | 205                        |
| 5                          | Andreas Prommegger         | AUT                        | 180                        |
| 6                          | Edwin Coratti              | ITA                        | 178                        |
| 7                          | Aaron March                | ITA                        | 166                        |
| 8                          | Oskar Kwiatkowski          | POL                        | 159                        |
| 9                          | Andrej Sobolev             | RUS                        | 156                        |
| 10                         | Tim Mastnak                | SLO                        | 151                        |

| Halfpipe (HP) | Halfpipe (HP)   | Halfpipe (HP) | Halfpipe (HP) |
| #             | Naam            | Land          | Punten        |
| ------------- | --------------- | ------------- | ------------- |
| 1             | Yuto Totsuka    | ITA           | 200           |
| 2             | André Höflich   | GER           | 110           |
| 3             | Raibu Katayama  | JPN           | 106           |
| 4             | Scotty James    | AUS           | 80            |
| 5             | David Hablützel | SUI           | 72            |
| 6             | Chase Blackwell | USA           | 65            |
| 7             | Taylor Gold     | USA           | 65            |
| 8             | Jan Scherrer    | SUI           | 62            |
| 9             | Ruka Hirano     | JPN           | 60            |
| 10            | Lucas Foster    | USA           | 54            |

## Vrouwen

### Uitslagen
Legenda
- PGS = Parallelreuzenslalom
- PSL = Parallelslalom
- SBX = Snowboardcross
- HP = Halfpipe
- SBS = Slopestyle
- BA = Big air

| Datum | Plaats               | Onderdeel | Eerste                              | Tweede                              | Derde                               |
| --- | -------------------- | --------- | ----------------------------------- | ----------------------------------- | ----------------------------------- |
| 12/12/2020 | Cortina d'Ampezzo    | PGS       | Ester Ledecká                       | Selina Jörg                         | Ramona Theresia Hofmeister          |
| 17/12/2020 | Carezza              | PGS       | Ramona Theresia Hofmeister          | Ladina Jenny                        | Selina Jörg                         |
| 18/12/2020 | Copper Mountain      | HP        | Afgelast, vanwege de coronapandemie | Afgelast, vanwege de coronapandemie | Afgelast, vanwege de coronapandemie |
| 19/12/2020 | Copper Mountain      | BA        | Afgelast, vanwege de coronapandemie | Afgelast, vanwege de coronapandemie | Afgelast, vanwege de coronapandemie |
| 19/12/2020 | Cervinia             | SBX       | Afgelast, vanwege de coronapandemie | Afgelast, vanwege de coronapandemie | Afgelast, vanwege de coronapandemie |
| 08/01/2021 | Kreischberg          | BA        | Zoi Sadowski-Synnott                | Kokomo Murase                       | Anna Gasser                         |
| 09/01/2021 | Scuol                | PGS       | Sofia Nadyrsjina                    | Ramona Theresia Hofmeister          | Julie Zogg                          |
| 12/01/2021 | Bad Gastein          | PSL       | Sofia Nadyrsjina                    | Cheyenne Loch                       | Selina Jörg                         |
| 15/01/2021 | Seiser Alm           | SBS       | Afgelast, vanwege de coronapandemie | Afgelast, vanwege de coronapandemie | Afgelast, vanwege de coronapandemie |
| 15/01/2021 | Montafon             | SBX       | Afgelast, vanwege de coronapandemie | Afgelast, vanwege de coronapandemie | Afgelast, vanwege de coronapandemie |
| 22/01/2021 | Laax                 | SBS       | Jamie Anderson                      | Zoi Sadowski-Synnott                | Tess Coady                          |
| 23/01/2021 | Laax                 | HP        | Chloe Kim                           | Mitsuki Ono                         | Sena Tomita                         |
| 23/01/2021 | Chiesa in Valmalenco | SBX       | Michela Moioli                      | Faye Gulini                         | Eva Samková                         |
| 24/01/2021 | Chiesa in Valmalenco | SBX       | Eva Samková                         | Faye Gulini                         | Julia Pereira de Sousa Mabileau     |
| 29/01/2021 | Saint-Lary-Soulan    | SBX       | Afgelast, vanwege de coronapandemie | Afgelast, vanwege de coronapandemie | Afgelast, vanwege de coronapandemie |
| 30/01/2021 | Moskou               | PSL       | Daniela Ulbing                      | Sofia Nadyrsjina                    | Ramona Theresia Hofmeister          |
| 05/02/2021 | Mammoth Mountain     | SBS       | Afgelast, vanwege de coronapandemie | Afgelast, vanwege de coronapandemie | Afgelast, vanwege de coronapandemie |
| 06/02/2021 | Mammoth Mountain     | HP        | Afgelast, vanwege de coronapandemie | Afgelast, vanwege de coronapandemie | Afgelast, vanwege de coronapandemie |
| 06/02/2021 | Feldberg             | SBX       | Afgelast, vanwege de coronapandemie | Afgelast, vanwege de coronapandemie | Afgelast, vanwege de coronapandemie |
| 06/02/2021 | Bannoje              | PGS       | Ramona Theresia Hofmeister          | Cheyenne Loch                       | Sabine Schöffmann                   |
| 07/02/2021 | Bannoje              | PSL       | Julie Zogg                          | Cheyenne Loch                       | Tomoka Takeuchi                     |
| 13/02/2021 | Dolní Morava         | SBX       | Afgelast, vanwege de coronapandemie | Afgelast, vanwege de coronapandemie | Afgelast, vanwege de coronapandemie |
| 13/02/2021 | Pyeongchang          | PGS       | Afgelast, vanwege de coronapandemie | Afgelast, vanwege de coronapandemie | Afgelast, vanwege de coronapandemie |
| 14/02/2021 | Pyeongchang          | PGS       | Afgelast, vanwege de coronapandemie | Afgelast, vanwege de coronapandemie | Afgelast, vanwege de coronapandemie |
| 9 februari tot en met 11 maart 2021: FIS wereldkampioenschappen snowboarden 2021 (telt niet mee voor wereldbeker) |                      |           |                                     |                                     |                                     |
| 18/02/2021 | Reiteralm            | SBX       | Michela Moioli                      | Lindsey Jacobellis                  | Chloé Trespeuch                     |
| 04/03/2021 | Bakoeriani           | SBX       | Eva Samková                         | Julia Pereira de Sousa Mabileau     | Lindsey Jacobellis                  |
| 05/03/2021 | Bakoeriani           | SBX       | Charlotte Bankes                    | Chloé Trespeuch                     | Faye Gulini                         |
| 06/03/2021 | Rogla                | PGS       | Ramona Theresia Hofmeister          | Sofia Nadyrsjina                    | Julie Zogg                          |
| 12/03/2021 | Calgary              | SBS       | Afgelast, vanwege de coronapandemie | Afgelast, vanwege de coronapandemie | Afgelast, vanwege de coronapandemie |
| 13/03/2021 | Calgary              | HP        | Afgelast, vanwege de coronapandemie | Afgelast, vanwege de coronapandemie | Afgelast, vanwege de coronapandemie |
| 13/03/2021 | Piancavallo          | PSL       | Afgelast, vanwege de coronapandemie | Afgelast, vanwege de coronapandemie | Afgelast, vanwege de coronapandemie |
| 20/03/2021 | Veysonnaz            | SBX       | Eva Samková                         | Michela Moioli                      | Charlotte Bankes                    |
| 20/03/2021 | Berchtesgaden        | PSL       | Julie Zogg                          | Selina Jörg                         | Carolin Langenhorst                 |
| 20/03/2021 | Aspen                | SBS       | Anna Gasser                         | Hailey Langland                     | Enni Rukajärvi                      |
| 21/03/2021 | Aspen                | HP        | Chloe Kim                           | Queralt Castellet                   | Sena Tomita                         |
| 28/03/2021 | Silvaplana           | SBS       | Reira Iwabuchi                      | Kokomo Murase                       | Tess Coady                          |

### Eindstanden
| Parallel (PSL/PGS) | Parallel (PSL/PGS) | Parallel (PSL/PGS) | Parallel (PSL/PGS) |
| #                  | Naam               | Land               | Punten             |
| ------------------ | ------------------ | ------------------ | ------------------ |
| 1                  | Ramona Hofmeister  | GER                | 593                |
| 2                  | Sofia Nadyrsjina   | RUS                | 532                |
| 3                  | Julie Zogg         | GER                | 512                |
| 4                  | Selina Jörg        | GER                | 425                |
| 5                  | Cheyenne Loch      | GER                | 413                |
| 6                  | Ladina Jenny       | SUI                | 267                |
| 7                  | Tsubaki Miki       | JPN                | 266                |
| 8                  | Claudia Riegler    | AUT                | 264                |
| 9                  | Sabine Schöffmann  | AUT                | 254                |
| 10                 | Daniela Ulbing     | AUT                | 250                |

| Freestyle (BA/HP/SBS) | Freestyle (BA/HP/SBS) | Freestyle (BA/HP/SBS) | Freestyle (BA/HP/SBS) |
| #                     | Naam                  | Land                  | Punten                |
| --------------------- | --------------------- | --------------------- | --------------------- |
| 1                     | Anna Gasser           | AUT                   | 255                   |
| 2                     | Kokomo Murase         | JPN                   | 246                   |
| 3                     | Chloe Kim             | USA                   | 200                   |
| 4                     | Reira Iwabuchi        | JPN                   | 190                   |
| 5                     | Zoi Sadowski-Synnott  | NZL                   | 180                   |
| 6                     | Tess Coady            | AUS                   | 174                   |
| 7                     | Jamie Anderson        | USA                   | 140                   |
| 8                     | Mitsuki Ono           | JPN                   | 130                   |
| 9                     | Queralt Castellet     | ESP                   | 120                   |
| 10                    | Sena Tomita           | JPN                   | 120                   |

| Slopestyle (SBS) | Slopestyle (SBS)     | Slopestyle (SBS) | Slopestyle (SBS) |
| #                | Naam                 | Land             | Punten           |
| ---------------- | -------------------- | ---------------- | ---------------- |
| 1                | Anna Gasser          | AUT              | 195              |
| 2                | Kokomo Murase        | JPN              | 166              |
| 3                | Tess Coady           | AUS              | 165              |
| 4                | Jamie Anderson       | USA              | 140              |
| 4                | Reira Iwabuchi       | JPN              | 140              |
| 6                | Hailey Langland      | USA              | 112              |
| 7                | Laurie Blouin        | CAN              | 86               |
| 8                | Enni Rukajärvi       | FIN              | 84               |
| 9                | Melissa Peperkamp    | NED              | 81               |
| 10               | Zoi Sadowski-Synnott | NZL              | 80               |

| Parallelslalom (PSL) | Parallelslalom (PSL) | Parallelslalom (PSL) | Parallelslalom (PSL) |
| #                    | Naam                 | Land                 | Punten               |
| -------------------- | -------------------- | -------------------- | -------------------- |
| 1                    | Julie Zogg           | SUI                  | 295                  |
| 2                    | Sofia Nadyrsjina     | RUS                  | 249                  |
| 3                    | Selina Jörg          | GER                  | 195                  |
| 4                    | Cheyenne Loch        | GER                  | 188                  |
| 5                    | Daniela Ulbing       | AUT                  | 172                  |
| 6                    | Ramona Hofmeister    | GER                  | 153                  |
| 7                    | Patrizia Kummer      | SUI                  | 138                  |
| 8                    | Sabine Schöffmann    | AUT                  | 133                  |
| 9                    | Tsubaki Miki         | JPN                  | 118                  |
| 10                   | Claudia Riegler      | AUT                  | 112                  |

| Big Air (BA) | Big Air (BA)         | Big Air (BA) | Big Air (BA) |
| #            | Naam                 | Land         | Punten       |
| ------------ | -------------------- | ------------ | ------------ |
| 1            | Zoi Sadowski-Synnott | NZL          | 100          |
| 2            | Kokomo Murase        | JPN          | 80           |
| 3            | Anna Gasser          | AUT          | 60           |
| 4            | Reira Iwabuchi       | JPN          | 50           |
| 5            | Miyabi Onitsuka      | JPN          | 45           |
| 6            | Annika Morgan        | GER          | 40           |
| 7            | Klaudia Medlová      | SVK          | 36           |
| 8            | Katie Ormerod        | GBR          | 32           |
| 9            | Enni Rukajärvi       | FIN          | 29           |
| 10           | Julia Marino         | USA          | 26           |

| Snowboardcross (SBX) | Snowboardcross (SBX)   | Snowboardcross (SBX) | Snowboardcross (SBX) |
| #                    | Naam                   | Land                 | Punten               |
| -------------------- | ---------------------- | -------------------- | -------------------- |
| 1                    | Eva Samková            | CZE                  | 450                  |
| 2                    | Michela Moioli         | ITA                  | 430                  |
| 3                    | Faye Gulini            | USA                  | 302                  |
| 4                    | Julia Pereira de Sousa | FRA                  | 301                  |
| 5                    | Charlotte Bankes       | GBR                  | 285                  |
| 6                    | Chloé Trespeuch        | FRA                  | 256                  |
| 7                    | Lindsey Jacobellis     | USA                  | 241                  |
| 8                    | Manon Petit-Lenoir     | FRA                  | 228                  |
| 9                    | Raffaella Brutto       | ITA                  | 191                  |
| 10                   | Sofia Belingheri       | ITA                  | 166                  |

| Parallelreuzenslalom (PGS) | Parallelreuzenslalom (PGS) | Parallelreuzenslalom (PGS) | Parallelreuzenslalom (PGS) |
| #                          | Naam                       | Land                       | Punten                     |
| -------------------------- | -------------------------- | -------------------------- | -------------------------- |
| 1                          | Ramona Hofmeister          | GER                        | 440                        |
| 2                          | Sofia Nadyrsjina           | RUS                        | 283                        |
| 3                          | Selina Jörg                | GER                        | 230                        |
| 4                          | Cheyenne Loch              | GER                        | 225                        |
| 5                          | Julie Zogg                 | SUI                        | 217                        |
| 6                          | Ladina Jenny               | SUI                        | 191                        |
| 7                          | Claudia Riegler            | AUT                        | 152                        |
| 8                          | Tsubaki Miki               | JPN                        | 148                        |
| 9                          | Carolin Langenhorst        | GER                        | 135                        |
| 10                         | Milena Bykova              | RUS                        | 133                        |

| Halfpipe (HP) | Halfpipe (HP)     | Halfpipe (HP) | Halfpipe (HP) |
| #             | Naam              | Land          | Punten        |
| ------------- | ----------------- | ------------- | ------------- |
| 1             | Chloe Kim         | USA           | 200           |
| 2             | Mitsuki Ono       | JPN           | 130           |
| 3             | Queralt Castellet | ESP           | 120           |
| 4             | Sena Tomita       | JPN           | 120           |
| 5             | Haruna Matsumoto  | JPN           | 86            |
| 6             | Kurumi Imai       | JPN           | 76            |
| 7             | Leilani Ettel     | GER           | 71            |
| 8             | Maddie Mastro     | USA           | 61            |
| 9             | Elizabeth Hosking | CAN           | 53            |
| 10            | Emily Arthur      | AUS           | 48            |

## Gemengd

### Uitslagen
Legenda
- PRT = Parallelteam
- BXT = Snowboardcrossteam

| Datum | Plaats            | Onderdeel | Eerste                                          | Tweede                                    | Derde                                      |
| --- | ----------------- | --------- | ----------------------------------------------- | ----------------------------------------- | ------------------------------------------ |
| 13/01/2021                                                                                                   | Bad Gastein       | PRT       | Oostenrijk I Andreas Prommegger Claudia Riegler | Duitsland Stefan Baumeister Cheyenne Loch | Rusland I Dmitri Loginov Sofia Nadyrsjina  |
| 24/01/2021                                                                                                   | Bergamo           | BXT       | Afgelast, vanwege de coronapandemie             | Afgelast, vanwege de coronapandemie       | Afgelast, vanwege de coronapandemie        |
| 31/01/2021                                                                                                   | Saint-Lary-Soulan | BXT       | Afgelast, vanwege de coronapandemie             | Afgelast, vanwege de coronapandemie       | Afgelast, vanwege de coronapandemie        |
| 07/02/2021                                                                                                   | Feldberg          | BXT       | Afgelast, vanwege de coronapandemie             | Afgelast, vanwege de coronapandemie       | Afgelast, vanwege de coronapandemie        |
| 14/02/2021                                                                                                   | Dolní Morava      | BXT       | Afgelast, vanwege de coronapandemie             | Afgelast, vanwege de coronapandemie       | Afgelast, vanwege de coronapandemie        |
| 17 tot en met 28 februari 2021: FIS wereldkampioenschappen snowboarden 2021 (telt niet mee voor wereldbeker) |                   |           |                                                 |                                           |                                            |
| 07/03/2021                                                                                                   | Livigno           | PRT       | Afgelast, vanwege de coronapandemie             | Afgelast, vanwege de coronapandemie       | Afgelast, vanwege de coronapandemie        |
| 14/03/2021                                                                                                   | Piancavallo       | PRT       | Afgelast, vanwege de coronapandemie             | Afgelast, vanwege de coronapandemie       | Afgelast, vanwege de coronapandemie        |
| 21/03/2021                                                                                                   | Berchtesgaden     | PRT       | Rusland I Dmitri Loginov Sofia Nadyrsjina       | Dario Caviezel Julie Zogg                 | Duitsland IV Stefan Baumeister Selina Jörg |

### Eindstanden
| Parallelteam (PRT) | Parallelteam (PRT) | Parallelteam (PRT) | Parallelteam (PRT) |
| #                  | Land               | Punten             |                    |
| ------------------ | ------------------ | ------------------ | ------------------ |
| 1                  | Rusland I          | 160                |                    |
| 2                  | Oostenrijk I       | 150                |                    |
| 3                  | Zwitserland I      | 125                |                    |
| 4                  | Oostenrijk II      | 95                 |                    |
| 5                  | Duitsland I        | 80                 |                    |
| 6                  | Duitsland IV       | 60                 |                    |
| 7                  | Oostenrijk III     | 52                 |                    |
| 8                  | Rusland III        | 40                 |                    |
| 8                  | Rusland IV         | 40                 |                    |
| 10                 | Japan I            | 40                 |                    |

## Uitzendrechten
- Canada: CBC Sports[3]
- Duitsland: ARD/ZDF[4]
- Finland: Yle
- Nederland: Eurosport en Ziggo Sport
- Noorwegen: NRK
- Zweden: SVT[5][6]
- Zwitserland: SRG SSR[7]